# Condado de Pontotoc (Oklahoma)
O Condado de Pontotoc é um dos 77 condados do estado americano do Oklahoma. A sede do condado é Ada, que é também a sua maior cidade.
O condado tem uma área de 1878 km² (dos quais 13 km² estão cobertos por água), uma população de 35 143 habitantes, e uma densidade populacional de 18,8 hab/km² (segundo o censo nacional de 2000). O condado foi fundado em 1907 e o seu nome provém de uma expressão da tribo ameríndia Chicasaw que significa "canas na pradaria".